# Tozé (football, 1969)
Pour les articles homonymes, voir Azevedo et Tozé.
António José Azevedo Pereira, plus communément appelé Tozé, est un footballeur portugais né le 6 septembre 1969 à Matosinhos. Il évolue au poste de milieu défensif.

## Biographie
Il fait partie des champions du monde des moins de 20 ans en 1989.

## Carrière
- 1987-1992 :  Leixões SC
- 1992-1996 :  FC Tirsense
- 1996-1998 :  Leça FC
- 1998-1999 :  FC Alverca
- 1999-2000 :  FC Maia
- 2000-2002 :  Leixões SC
- 2012-2013 :  Custóias FC[1],[2]

## Palmarès

### En sélection
- Vainqueur de la Coupe du monde des moins de 20 ans en 1989